# Eumelea flavata
Eumelea flavata là một loài bướm đêm trong họ Geometridae.